# Doña Paz
MV Doña Paz – prom pasażerski zarejestrowany na Filipinach, który zatonął po kolizji z tankowcem MT Vector w dniu 20 grudnia 1987 roku. Płynął z wyspy Leyte do stolicy Filipin, Manili. Prom był bardzo przepełniony i miał na pokładzie co najmniej 2000 pasażerów nie ujętych w manifeście okrętowym. W czasie śledztwa stwierdzono, że statek nie miał radia i że kamizelki ratunkowe były zamknięte. Pomimo tego, oficjalnie winą został obarczony MT Vector, który okazał się niezdatnym do żeglugi, pływał bez licencji i doświadczonego nawigatora. Z przypuszczalną liczbą 4386 ofiar i tylko 24 uratowanych, katastrofa ta jest największą katastrofą morską w czasie pokoju.

## Przebieg służby
MV Doña Paz został wybudowany w stoczni Onomichi Dockyard w Onomichi w prefekturze Hiroszima i został nazwany Himejuri Maru. W okresie służby na wodach japońskich mógł zabierać 608 pasażerów. W 1975 r. został sprzedany Sulpicio Lines, filipińskiemu armatorowi floty promów pasażerskich. Promowi zmieniono nazwę na Don Sulpicio, a później na Doña Paz. 5 czerwca 1979 r. prom został uszkodzony przez pożar na trasie z Manili na Cebu. Wszystkich 1164 pasażerów obecnych na pokładzie uratowano, ale statek został wyrzucony na brzeg, a jego stan uznano za szkodę całkowitą. Wrak został odkupiony od ubezpieczyciela przez Sulpicio Lines, odnowiony i wrócił do służby jako Doña Paz. W okresie przed zatonięciem statek kursował dwa razy w tygodniu trasą Manila – Tacloban – Catbalogan – Manila i z powrotem.

## Katastrofa

### Kolizja
20 grudnia 1987 r. o godz. 6.30 czasu UTC+08:00 Doña Paz opuściła port Tacloban na wyspie Leyte i skierowała się w stronę Manili z przystankiem w Catbalogan na wyspie Samar. Prom powinien dotrzeć do Manili o 4.00 dnia następnego. Z zapisów wynika, że ostatni kontakt radiowy był ok. 20.00, jednak kolejne raporty wykazały, że Doña Paz nie miała radia. Około 22.30 prom znajdował się obok Dumali Point w cieśninie Tablas, w pobliżu wyspy Marinduque. Jeden z ocalałych mówił później, że pogoda na morzu była ładna, ale morze było wzburzone. W chwili, gdy większość pasażerów spała, Doña Paz zderzyła się z tankowcem MT Vector, płynącym z Bataanu do Masbate. Tankowiec przewoził ponad milion litrów benzyny i innych produktów naftowych będących własnością firmy Caltex Philippines.
Po zderzeniu ładunek Vectora uległ zapłonowi, wywołując pożar tankowca, który rozprzestrzenił się na Doñę Paz. Ocalali wspominali moment uderzenia i eksplozji, która wywołała panikę na promie. Jeden z nich, Paquito Osabel opisywał, że płomienie opanowały gwałtownie cały statek, morze dookoła niego również płonęło. Inny ocalały, Luthgardo Niedo, żołnierz filipińskiej żandarmerii stwierdził, że światło na pokładzie zgasło kilka minut po zderzeniu i nie było żadnych kamizelek ratunkowych, a członkowie załogi w panice biegali po pokładzie wraz z pasażerami. Nie było też nikogo, kto wydawałby rozkazy i podejmował próbę opanowania sytuacji. Później okazało się, że szafki z kamizelkami ratunkowymi były zamknięte. Pasażerowie byli zmuszeni skakać z pokładu statku do wody i pływać między zwęglonymi zwłokami w wodzie wokół statku, a niektórzy używali walizek, jako improwizowanych środków ratunkowych. Doña Paz zatonęła po dwóch godzinach, a Vector po czterech. Wraki obu statków osiadły na głębokości ok. 545 m w wodach cieśniny Tablas, rojących się od rekinów.

### Akcja ratownicza
Marynarze, lekarze i oficerowie oraz kapitan statku MS Don Claudio pływającego między wyspami, byli świadkami eksplozji obu statków i po godzinie odnaleźli ocalałych z Doñi Paz. Z Dona Claudia spuszczono sieć, by rozbitkowie mogli po niej wejść na pokład. Z wody wydobyto tylko 26 osób: 24 z nich było pasażerami Doñi Paz, a dwaj pozostali członkami trzynastoosobowej załogi Vectora. Nie przeżył żaden z członków załogi Doñi Paz. Większość uratowanych osób doznała oparzeń po wskoczeniu do płonącej wody. Lekarze i pielęgniarki na pokładzie statku opatrywali ich rany. Minęło podobno 8 godzin zanim filipińskie władze morskie dowiedziały się o katastrofie i kolejne osiem do rozpoczęcia akcji poszukiwawczo–ratowniczej.

### Ofiary
Zgodnie z pierwszymi informacjami od Sulpicio Lines, oficjalny manifest pasażerski Doñi Paz opiewał na 1493 pasażerów i 59 członków załogi na jej pokładzie. Zgodnie z danymi armatora, prom mógł przewozić 1424 pasażerów. Zrewidowany manifest, ogłoszony 23.12.1987, wymieniał 1583 pasażerów i 58 członków załogi wraz 675 osobami zaokrętowanymi w Taclobanie i 908 osobami, które weszły na pokład w Catbaloganie. Jednak anonimowy przedstawiciel Sulpicio Lines powiedział agencji prasowej UPI, że ponieważ był to okres Bożego Narodzenia, bilety były zwykle sprzedawane nielegalnie na pokładzie statku za niższą cenę i ci pasażerowie nie byli ujmowani w manifeście. Ten sam przedstawiciel dodał, że posiadacze nielegalnych biletów i nie płacące za bilety dzieci w wieku do lat 4 również nie zostały wymienione w manifeście.
Ocalali twierdzili, że możliwym było, że Doña Paz mogła mieć na pokładzie nawet 3 do 4 tysięcy pasażerów. Za znaki przepełnienia promu uznali fakt, że widzieli pasażerów śpiących w korytarzach, na pokładach łodzi lub na pryczach po trzy lub cztery osoby. Z 21 ciał, które zostały wyłowione i zidentyfikowane jako pasażerowie promu pięć dni po katastrofie, tylko jedna ofiara została wymieniona w oficjalnym manifeście. Z 24 ocalałych pasażerów tylko pięciu było wymienionych w manifeście.
W lutym 1988 r. Philippine National Bureau of Investigation oświadczyło na podstawie przesłuchań krewnych, że na pokładzie było co najmniej 3099 pasażerów i 59 członków załogi, co daje 3134 ofiar śmiertelnych. W styczniu 1999 r. komisja prezydencka stwierdziła na podstawie zapisków sądowych i ponad 4100 roszczeń ugodowych, że było tam 4241 pasażerów. Odejmując od tego 24 pasażerów, którzy przeżyli i dodając 58 członków załogi otrzymujemy 4375 ofiar. Dodając do tego 11 członków załogi Vectora, którzy zginęli, całkowita liczba ofiar wyniosła 4386.

## Reakcje i następstwa
Prezydent Filipin Corazon Aquino określiła katastrofę jako „tragedię narodową o przerażających rozmiarach... smutek [narodu filipińskiego] jest tym głębszy, że tragedia ta wydarzyła się okresie świąt Bożego Narodzenia”. Oficjalne kondolencje przekazali: Jan Paweł II, premier Japonii Noboru Takeshita i królowa Zjednoczonego Królestwa Elżbieta II. Biorąc pod uwagę szacowaną liczbę ofiar śmiertelnych,  amerykański tygodnik Time określił zatonięcie Doñi Paz „największą katastrofą morską XX wieku o okresie pokoju”.
Zgodnie z wstępnym śledztwem prowadzonym przez filipińską straż przybrzeżną (Philippine Coast Guard), tylko jeden członek załogi, będący jeszcze praktykantem, był na mostku kapitańskim Doñi Paz w chwili zdarzenia. Pozostali oficerowie pili piwo lub oglądali telewizję w pomieszczeniach rekreacyjnych załogi, a kapitan statku oglądał film na odtwarzaczu w swojej kabinie. Podobne zeznanie złożył jeden z ocalałych, Luthgardo Niedo, który stwierdził, że jego znajomy żandarm poinformował go o „trwającej imprezie ze śmiechem i głośną muzyką na mostku, z kapitanem jako jednym z uczestników”.
Tym niemniej filipińska izba morska (Board of Marine Inquiry) ostatecznie uwolniła Sulpicio Lines od oskarżeń o spowodowanie katastrofy. Kolejne przesłuchania ujawniły, że Vector pływał bez licencji,  bez nawigatora i sternika. W 1999 r. Filipiński Sąd Najwyższy orzekł, że to właściciele Vectora są zobowiązani do wypłaty odszkodowań za ofiary kolizji. Niektóre z roszczeń w stosunku do Sulpicio Lines lub właścicieli Vectora, takie jak roszczenia rodziny Cañezal, która straciła dwóch członków i rodziny Macasas, która straciła trzech członków, zostały rozstrzygnięte przez Sąd Najwyższy stwierdzeniem, że nawet rodziny ofiar, których nazwiska nie widniały w oficjalnym manifeście, miały prawo do odszkodowania. Caltex Philippines, który wyczarterował Vectora, został zwolniony z odpowiedzialności finansowej.

## Wraki
Wrak Doñi Paz został odnaleziony 19.09.2019 przez RV Petrel. Spoczywa w pozycji pionowej na kilu na głębokości ponad 500 metrów. Wrak Vectora został odnaleziony 2200 m dalej w takiej samej pozycji. Oba wraki są w dobrym stanie.

## Kultura masowa
Stacja telewizyjna National Geographic nakręciła na temat Doñi Paz film dokumentalny, którego premiera odbyła się 25.08 2009 r.
W 2018 r. odbyła się premiera filipińskiego horroru pod tytułem Aurora, inspirowanego tą tragedią.